# Episodi di Laredo (prima stagione)
La prima stagione della serie televisiva Laredo è andata in onda negli Stati Uniti dal 16 settembre 1965 al 28 aprile 1966 sulla NBC.
| nº | Titolo originale                   | Prima TV USA      | Titolo italiano | Prima TV Italia |
| -- | ---------------------------------- | ----------------- | --------------- | --------------- |
| 1  | Lazyfoot, Where are You?           | 16 settembre 1965 |                 |                 |
| 2  | I See by Your Outfit               | 23 settembre 1965 |                 |                 |
| 3  | Yahoo                              | 30 settembre 1965 |                 |                 |
| 4  | Rendezvous at Arillo               | 7 ottobre 1965    |                 |                 |
| 5  | Three's Company                    | 14 ottobre 1965   |                 |                 |
| 6  | Anybody Here Seen Billy?           | 21 ottobre 1965   |                 |                 |
| 7  | A Question of Discipline           | 28 ottobre 1965   |                 |                 |
| 8  | The Golden Trail                   | 4 novembre 1965   |                 |                 |
| 9  | A Matter of Policy                 | 11 novembre 1965  |                 |                 |
| 10 | Which Way Did They Go?             | 18 novembre 1965  |                 |                 |
| 11 | Jinx                               | 2 dicembre 1965   |                 |                 |
| 12 | The Land Grabbers                  | 9 dicembre 1965   |                 |                 |
| 13 | Pride of the Rangers               | 16 dicembre 1965  |                 |                 |
| 14 | The Heroes of San Gill             | 23 dicembre 1965  |                 |                 |
| 15 | A Medal for Reese                  | 30 dicembre 1965  |                 |                 |
| 16 | The Calico Kid                     | 6 gennaio 1966    |                 |                 |
| 17 | Above the Law                      | 13 gennaio 1966   |                 |                 |
| 18 | That's Noway, Thataway             | 20 gennaio 1966   |                 |                 |
| 19 | Limit of the Law Larkin            | 27 gennaio 1966   |                 |                 |
| 20 | Meanwhile, Back at the Reservation | 10 febbraio 1966  |                 |                 |
| 21 | The Treasure of San Diablo         | 17 febbraio 1966  |                 |                 |
| 22 | No Bugles, One Drum                | 24 febbraio 1966  |                 |                 |
| 23 | Miracle at Massacre Mission        | 3 marzo 1966      |                 |                 |
| 24 | It's the End of the Road, Stanley  | 10 marzo 1966     |                 |                 |
| 25 | A Very Small Assignment            | 17 marzo 1966     |                 |                 |
| 26 | Quarter Past Eleven                | 24 marzo 1966     |                 |                 |
| 27 | The Deadliest Kid in the West      | 31 marzo 1966     |                 |                 |
| 28 | Sound of Terror                    | 7 aprile 1966     |                 |                 |
| 29 | The Would-Be Gentleman of Laredo   | 14 aprile 1966    |                 |                 |
| 30 | A Taste of Money                   | 28 aprile 1966    |                 |                 |

## Lazyfoot, Where are You?
- Prima televisiva: 16 settembre 1965
- Diretto da: Paul Stanley
- Soggetto di: Calvin Clements Sr., Lewis Reed

### Trama
- Guest star: Bern Hoffman (Town Drunk), Dorothy Dells (ragazza nel saloon), Harry Hickox (sceriffo), Leo Gordon (Moose), Burgess Meredith (Grubby Sully), Beverly Garland (Aggie), David Perna (partner), Ron Burke (Cowpoke), Henry Wills (Sombrero Indian), Ernie Anderson (barista), Mario Alcalde (Lazyfoot)

## I See by Your Outfit
- Prima televisiva: 23 settembre 1965
- Diretto da: Harvey Hart
- Scritto da: John D. F. Black

### Trama
- Guest star: Roberto Contreras (Lopez), Maurice McEndree (Juan), Vito Scotti (Chico), Ric Roman (Tomas), James Farentino (Paco Vargas), Jack Coffer (cowboy), Kate Murtagh (Dowager), Seymour Cassel (Jud), James Doohan (Mike Pripton), John Marley (Alvar de Aveles)

## Yahoo
- Prima televisiva: 30 settembre 1965
- Diretto da: David Lowell Rich
- Scritto da: John D. F. Black

### Trama
- Guest star: Bill Walker (Ulmer Applin), Sam Edwards (Sammy), Dub Taylor (Marshall Denny Moran), Marianne Gordon (signora), Martin Milner (Clendon MacMillan), Shelley Morrison (Linda Littletrees), John Cliff (Leo), X Brands (Blue Dog), William Vaughn (Clyde), John Mitchum (George), Cliff Osmond (Running Antelope)

## Rendezvous at Arillo
- Prima televisiva: 7 ottobre 1965
- Diretto da: Harvey Hart
- Scritto da: Calvin Clements Sr.

### Trama
- Guest star: Donnelly Parfrey (Bob Jamison), Woodrow Parfrey (Sam Burns), Julie Harris (Anna May), Bruce Dern (Durkee), Jack Coffer (Lewis), Ronnie Rondell, Jr. (Pepi), Leonard P. Geer (Felix), Lane Bradford (3-Finger Jake), Cindy Eilbacher (Dolly Sue), Kim Kristofer Hector (Wilbur), Don Stewart (Aaron Jamison)

## Three's Company
- Prima televisiva: 14 ottobre 1965
- Diretto da: Bernard McEveety
- Scritto da: John McGreevey

### Trama
- Guest star: Jack Williams (Stubs), Sidney Clute (barista), Richard Reeves (Coke), James Seay (Marshal), David Brian (Theo Henderson), Myrna Fahey (Emily Henderson), Toni Espinoza (ragazza), Rudy Carrella (ragazzo), Clyde Howdy (rancher), Estelita Rodriguez (Carla)

## Anybody Here Seen Billy?
- Prima televisiva: 21 ottobre 1965
- Diretto da: Lawrence Dobkin
- Scritto da: John McGreevey

### Trama
- Guest star: John McCann (Billy Harker), Mickey Finn (Heath), Robert F. Hoy (Donovan), Joan Staley (Laurie Martin)

## A Question of Discipline
- Prima televisiva: 28 ottobre 1965
- Diretto da: R. G. Springsteen
- Scritto da: Archie Lawrence

### Trama
- Guest star: Vincent Van Lynn (Louis Montaigne), Barbara Werle (Rosalinda), Barbara Nichols (principessa), Douglas Fowley (Jerky Collins), Eddie Little Sky (Broken Horn), Bill Hart (Pug Jones), Norman Leavitt (coltivatore), George Keymas (Padilla), Clinton Sundberg (Fatty Brown), Marlyn Mason (Marianne Montaigne)

## The Golden Trail
- Prima televisiva: 4 novembre 1965
- Diretto da: Earl Bellamy
- Scritto da: Bloise N. Coon, Gene L. Coon

### Trama
- Guest star: Tom Reese (Tom Baker), Adair Jameson (Flame Burns), Jeanette Nolan (Ma Burns), Arthur Hunnicutt (persona anziana), Paul Baxley (Ike), Troy Melton (Andy), Bob Herron (Hunk), Jefferson County (Assistente del vicesceriffo), Roy Barcroft (vicesceriffo), Gregg Palmer (Curly), Jim Davis (sceriffo Wes Cottrell)

## A Matter of Policy
- Prima televisiva: 11 novembre 1965
- Diretto da: R. G. Springsteen
- Scritto da: Edward J. Lakso

### Trama
- Guest star: Holly Bane (Hawks), Mickey Finn (Pat Brannigan), Charles H. Gray (Tom Davis), Jon Locke (Giles), Gil Perkins (Will Brannigan), Hal Needham (Cole), Chuck Courtney (Pete), I. Stanford Jolley (Jarvis), Robert F. Simon (Sen. John Sparks)

## Which Way Did They Go?
- Prima televisiva: 18 novembre 1965
- Diretto da: Leon Benson
- Scritto da: Gerry Day

### Trama
- Guest star: Lyle Talbot (sceriffo), Michael Stanwood (Lute Slaughter), Doodles Weaver (uomo), Rita D'amico (Carlotta), Eve Arden (Emma Bristow), Kelton Garwood (Job), K. L. Smith (Nate), William Vaughn (Abe Slaughter), George Orrison (Rafe), Harper Flaherty (Linc), David Perna (Son Slaughter), Lane Bradford (Amos Slaughter), Rex Holman (Dade Slaughter), Ollie O'Toole (coltivatore), Myron Healey (Bolt), Grandon Rhodes (Wentworth)

## Jinx
- Prima televisiva: 2 dicembre 1965
- Diretto da: Paul Stanley
- Scritto da: John D. F. Black

### Trama
- Guest star: Roy Barcroft (Marshal Speaks), Richard Collier (Jones), Richard Devon (Max Vander), Ralph Manza (Blue Dog), Albert Salmi (Cletus Grogan), Shelley Morrison (Linda Littletrees), X Brands (Randoe), John Abbott (Mr. Irwing)

## The Land Grabbers
- Prima televisiva: 9 dicembre 1965
- Diretto da: R. G. Springsteen
- Scritto da: Ric Hardman

### Trama
- Guest star: Bart Burns (Burt Sparr), Ric R. Roman (Yakima), Audrey Dalton (Alice Coverly), Alan Napier (maggiore Donaldson), Harvey Parry (lottatore), Shug Fisher (Sooner), Harold Ayer (Sooner), Norman Leavitt (Oakes), Dennis McCarthy (Clanton), Keith Jones (Robert Coverly), Fred Clark (commissario Smoot)

## Pride of the Rangers
- Prima televisiva: 16 dicembre 1965
- Diretto da: Anton Leader
- Scritto da: John McGreevey

### Trama
- Guest star: George Kennedy (Ranger Jess Moran), Robert Cornthwaite (Wilson Jones), Mike Mazurki (soldato Percy Flower), Mickey Shaughnessy (Monahan), K. L. Smith (Hendricks), Howard Wendell (Barcroft), Clyde Howdy (Hughes), Anne Dore (Linda Sue), Henry Gibson (Ranger Freddy Gruber), James Griffith (Deke Pryor)

## The Heroes of San Gill
- Prima televisiva: 23 dicembre 1965
- Diretto da: Paul Stanley
- Scritto da: Calvin Clements Sr.

### Trama
- Guest star: Margarita Cordova (Vendor), Smoki Whitfield (Alfie), Theodore Marcuse (Waldo), Doodles Weaver (Wilbur), Rodolfo Hoyos, Jr. (capitano Maguilas), Jo Marie Ward (Renee), Francine Pyne (Dora), Jess Kirkpatrick (Vernon), William Phipps (Hollen), Lonny Chapman (Julius)

## A Medal for Reese
- Prima televisiva: 30 dicembre 1965
- Diretto da: Lawrence Dobkin
- Scritto da: Edward J. Lakso
- Soggetto di: George Baxter

### Trama
- Guest star: Robert Phillips (sergente), Pete Dunn (Pierre), Stacy Harris (Dubois), Robert Boon (Paul), Émile Genest (Andre Boucher)

## The Calico Kid
- Prima televisiva: 6 gennaio 1966
- Diretto da: Lawrence Dobkin
- Scritto da: Gene L. Coon
- Soggetto di: S. S. Schweitzer

### Trama
- Guest star: Harry Hickox (guardiano hotel), Naomi Stevens (Carmelita), George Chandler (Sam Lowell), Wesley Lau (Jacobus Carson), Charles Horvath (Ramirez), Lalo Rios (Pepe), Jan Arvan (barista), Mimsy Farmer (Lorrie Thatcher)

## Above the Law
- Prima televisiva: 13 gennaio 1966
- Diretto da: Richard Benedict
- Scritto da: John McGreevey

### Trama
- Guest star: Laraine Stephens (Ruth Phelps), Hal Baylor (Mott), John Kellogg (Brad Scanlon), Myron Healey (Frank Garrett), Jack Lord (Jab Harlan), Anthony Hayes (Tom Phelps), Laurie Mitchell (cameriera), Jack Grinnage (Sandwich Vendor), Joel Fluellen (Barber), Jonathan Hole (Milford Jenkins), Lola Albright (Lilah Evans)

## That's Noway, Thataway
- Prima televisiva: 20 gennaio 1966
- Diretto da: Howard Morris
- Scritto da: Gene L. Coon, Vincent Bogert

### Trama
- Guest star: Jamie Farr (Native American), Arch Johnson (sceriffo), Howard Wendell (esercente dell'hotel), Smoki Whitfield (barista), Peter Graves (Ben Conrad), Jeremy Clyde (Newton Weekes), Chad Stuart (Dudley Leicester), Rhoda Williams (donna), Eve Novak (donna), Carey Loftin (mandriano), Jack Perkins (Dealer), Charles Horvath (uomo), Buff Brady (Native American), Jack Big Head (Native American), Stuart Nisbet (uomo), Marlyn Mason (Belleflower Ferne), Claire Carleton (donna)

## Limit of the Law Larkin
- Prima televisiva: 27 gennaio 1966
- Diretto da: William Witney
- Scritto da: Ric Hardman

### Trama
- Guest star: Dub Taylor (Dude Meeker), Whit Bissell (Burke), Jacques Aubuchon (Ike Macallum), John Hoyt (giudice Josiah Larkin), Joan Marshall (Ivy Vine), Jack Williams (Eusebio), Frank Gerstle (Fish Simpson), Bea Bradley (Ada Macallum), Claude Akins (Cotton Buckmeister)

## Meanwhile, Back at the Reservation
- Prima televisiva: 10 febbraio 1966
- Diretto da: Bernard McEveety
- Scritto da: John D. F. Black

### Trama
- Guest star: Robert Yuro (Jug Herriot), Rayford Barnes (Fred Chaney), Kurt Russell (Grey Smoke), J. Pat O'Malley (Stan Greevy), Jon Lormer (banchiere), Ray Kellogg (Morgan), John Harmon (Sam Price), K. L. Smith (Charlie Stamp)

## The Treasure of San Diablo
- Prima televisiva: 17 febbraio 1966
- Diretto da: William Witney

### Trama
- Guest star: Jan Arvan (Padre Anselmo), George J. Lewis (Don Julio), Claude Akins (Cotton Buckmeister), Lane Bradford (Ben Slick), Carmen Phillips (Lupita), Ray Ballard (Dandy Davis), Pedro Gonzales Gonzales (Gonzales)

## No Bugles, One Drum
- Prima televisiva: 24 febbraio 1966
- Diretto da: Earl Bellamy
- Scritto da: John D. F. Black

### Trama
- Guest star: Richard Devon (Max Vander), Holly Bane (Jonesy), Michael Conrad (Willie Tenney), Ralph Manza (Blue Dog), Shelley Morrison (Linda Littletrees), Chuck Courtney (fuorilegge), William Vaughn (Sid), Russ McCubbin (Howie Walker)

## Miracle at Massacre Mission
- Prima televisiva: 3 marzo 1966
- Diretto da: Bernard McEveety
- Scritto da: John T. Dugan

### Trama
- Guest star: Ken Mayer (Dan Rodden), Eddie Little Sky (Red Cloud), Christopher Dark (Frank Ford), Henry Brandon (Quahada), Barbara Rush (Sorella William), Kristina Holland (Sorella Joan of Arc)

## It's the End of the Road, Stanley
- Prima televisiva: 10 marzo 1966
- Diretto da: Leon Benson
- Scritto da: Gene L. Coon

### Trama
- Guest star: Jeanette Nolan (Martha Tuforth), Tol Avery (Milburn W. Willburn), Sheilah Wells (Maryanne), Jack Weston (Crazy John Holden), Fernando Lamas (Paco), Marian McCargo (Letty Willburn), Warren J. Kemmerling (Jack Hanks)

## A Very Small Assignment
- Prima televisiva: 17 marzo 1966
- Diretto da: Paul Stanley
- Scritto da: Edward J. Lakso

### Trama
- Guest star: Paul Mantee (Ed), Erik Holland (Harry), Ken Lynch (Anson Jones), Len Lesser (Dirk), Edwin Rochelle (messicano), June C. Ellis (Mrs. Bates), Claudia Bryar (Mrs. Cook), Hank Patterson (capostazione), Stuart Nisbet (Doc Severnson), Richard Haydn (Jonathan Pringle)

## Quarter Past Eleven
- Prima televisiva: 24 marzo 1966
- Diretto da: Irving J. Moore
- Scritto da: John D. F. Black

### Trama
- Guest star: Lee Van Cleef (Kelly/Fallon), Stanley Adams (Cyril), Roy Roberts (Preston Wasco)

## The Deadliest Kid in the West
- Prima televisiva: 31 marzo 1966
- Diretto da: Leon Benson
- Scritto da: Gerry Day

### Trama
- Guest star: Jack Kelly (Lance Mabry), Gina Gillespie (Missy Mabry)

## Sound of Terror
- Prima televisiva: 7 aprile 1966
- Diretto da: William Witney
- Scritto da: John McGreevey

### Trama
- Guest star: Tiger Joe Marsh (Quitch), Laraine Stephens (Barbara Halsey), Virginia Christine (Agnes Halsey), Tom Simcox (Shamus McCloud), John Carradine (professore Smythe), Harry Lauter (Spence Gillis), Kay E. Kuter (Ernie Venner), DeForest Kelley (dottor David Ingram)

## The Would-Be Gentleman of Laredo
- Prima televisiva: 14 aprile 1966
- Diretto da: Earl Bellamy
- Scritto da: John T. Dugan

### Trama
- Guest star: Joe De Santis (Don Miguel), John Lawrence (Jim Lynch), Donnelly Rhodes (Don Carlos), Barry Kelley (Quinn O'Connell), Madlyn Rhue (Dona Dolores)

## A Taste of Money
- Prima televisiva: 28 aprile 1966
- Diretto da: William Witney
- Scritto da: John D. F. Black

### Trama
- Guest star: Robert Cornthwaite (Filmore Wills), Jim Goodwin (Fred Partens), Noah Beery, Jr. (Ezekial Fry), Robert Yuro (Sebastian Melendez), Fred Carson (mandriano), Richard Reeves (mandriano), Byron Foulger (Martingale), Charlie Ruggles (maggiore John Cane)